# Jim Nicholson (ur. 1945)
Jim Nicholson, właśc. James Frederick Nicholson (ur. 29 stycznia 1945 w Armagh) – brytyjski i północnoirlandzki polityk, działacz Ulsterskiej Partii Unionistycznej, poseł do Parlamentu Europejskiego III, IV, V, VI, VII i VIII kadencji.

## Życiorys
Pracował jako rolnik, w latach 70. zaangażował się w działalność Ulsterskiej Partii Unionistycznej. W latach 1983–1985 był posłem do Izby Gmin. Zrezygnował z mandatu w proteście przeciw porozumieniu brytyjsko-irlandzkiemu z listopada 1985. W wyborach uzupełniających w 1986 nie udało mu się uzyskać reelekcji. Był również posłem do Zgromadzenia Irlandii Północnej w latach 1982–1986 oraz burmistrzem Armagh (1995–1996).
W wyborach w 1989 został po raz pierwszy wybrany do Parlamentu Europejskiego, z powodzeniem ubiegał się o reelekcję w 1994, 1999, 2004, 2009 i 2014. Początkowo należał do frakcji Europejskiej Partii Ludowej, od 1997 do 1999 zaś do eurosceptycznej grupy „Niezależni na rzecz Europy Narodów”. Od 1999 do 2009 należał do Europejskich Demokratów – konserwatywnego skrzydła frakcji chadeckiej. W 2009 przystąpił do nowo powstałej grupy Europejscy Konserwatyści i Reformatorzy.